# 卡特娅·博恩沙因
卡特娅·博恩沙因（德語：Katja Bornschein，1972年3月16日—），德国女子足球运动员，场上位置是前锋。她曾入选1996年夏季奥林匹克运动会德国女子足球队名单，但并未上场参赛。